# James Chapman
James Chapman (Sydney, 2 november 1979) is een Australisch roeier. Hij nam tweemaal deel aan de Olympische Spelen en won hierbij één zilveren medaille.

## Biografie
Chapman was reserve voor de Australische acht voor de Olympische Zomerspelen 2004. In 2008 kwalificeerde hij zich wel voor de acht op de Olympische Spelen in Peking.  Het Australische achttal roeide naar een zesde plaats.
Ook in 2012 nam Chapman deel aan de Olympische Spelen.  Samen met Drew Ginn, William Lockwood and Joshua Dunkley-Smith  nam hij deel aan de vier-zonder. Het Australische viertal roeide naar een zilveren medaille achter het Britse viertal.

## Palmares

### Twee met
- 2011:  WK

### Vier zonder
- 2003: 4e WK
- 2005: 9e WK
- 2006: 4e WK
- 2007: 12e WK
- 2012:  OS Londen

### Acht
- 2006: 4e WK
- 2008: 6e OS Peking
- 2014: 7e WK
- 2015: 9e WK